# De amore
Il De amore o De arte honeste amandi o Gualtieri è un trattato in latino, in tre libri, opera di Andrea Cappellano nella seconda metà del XII secolo, in cui si fissano norme e canoni dell'amor cortese.

## Contenuti dell'opera
Nei primi due libri dell'opera, dedicata a un cavaliere di nome Gualtieri, Cappellano fa espliciti riferimenti all'amore extraconiugale, poi, per evitare di essere censurato, nel terzo libro quasi nega le teorie espresse nei primi due. In questo modo il trattato risultò maggiormente accettabile per la morale dell'epoca e ciò gli permise di acquisire un grande successo. Tuttavia, nel 1277 il trattatto venne condannato dal vescovo di Parigi Étienne Tempier.
Protagonista dell'opera è un maestro d'amore, Gualtiero (in cui l'autore rappresenta sé stesso) che intrattiene quattro nobildonne: Maria di Champagne, Eleonora d'Aquitania, Ermengarda di Narbona ed Elisabetta di Vermandois.
Il trattato si propone due obiettivi:
- Offrire le regole fondamentali del comportamento amoroso;
- Definire in che cosa consiste la Fin'Amor («amore perfetto»).

Nei primi due libri il poeta definisce il desiderio come componente principale dell'amore e sostiene che esso nasca dalla vista. Cappellano scrive poi che fino a quando non è certo di essere corrisposto nel suo amore, l'amante ha paura di tutto, in particolare dei maldicenti e dei pettegolezzi. Lo scrittore sostiene poi che l'amore comporta per l'amante un perfezionamento interiore ed è fonte di nobili azioni. L'amore, poi, ha come conseguenza il legame con una sola persona, e non con altre donne. Infine, il rapporto d'amore è come un servizio feudale: la dama spesso sottopone il suo amante a delle prove volte a verificare il suo amore per lei.
A tali questioni sono dedicati i primi due libri. Nel terzo libro, intitolato De reprobatione amoris («la condanna dell'amore»), si assiste invece a un'imprevista ritrattazione. L'autore prende le distanze da quanto aveva affermato nei primi due libri e soprattutto dalla teorizzazione dell'amore libero che là era esaltato nei suoi aspetti virtuosi e morali in contrapposizione all'amore matrimoniale. Il terzo libro si conclude infatti con la rivalutazione del matrimonio e della semplice amicizia fra i sessi.
Il vero amore porta al perfezionamento morale e coincide con l'ideale cavalleresco della cortesia (gentilezza e generosità). L'amante deve quindi essere generoso, leale e devoto, ponendosi al servizio della donna (servitium amoris), in un rapporto uguale a quello tra il vassallo e il suo signore (un "amore - vassallaggio", una sorta di "feudalizzazione dell'amore"). La visione della donna suscita amore e sollecita l'immaginazione e la facoltà del poetare, mentre alla base dei valori cortesi stanno la nobiltà di nascita e di sentimento (Che cosa meravigliosa è l'amore che fa splendere l'uomo di tante virtù e gli insegna ad avere tanti buoni costumi).
Il decalogo di Andrea Cappellano è il seguente:
- Avarizia fuggi come pestilenza nociva e abbraccia lo suo contrario.
- Ricorditi fuggire lo mentire.
- Del tuo amore non volere più segretari[3].
- Castità dei servare all'amante.
- Quella ch'è idoneamente congiunta allo amore d'alcuno, tu non la dei sottrarre di quello scientemente[4].
- Non curare d'eleggere l'amore di quella colla quale matrimonio contrarre non puoi sanza naturale vergogna[5].
- In tutte le cose persevera obbidiente alli comandamenti delle donne.
- Sempre studia di giugnerti e di stare con cavalleria d'amore[6].
- In tutte cose istudia d'essere cortese e bene costumato.
- Cura di prendere diletti d'amore quando è luogo e tempo e non ne avere alcuna vergogna.

## Fortuna letteraria
Nonostante fosse stata condannata dalla Chiesa (ricevette nel 1277 un attacco da parte di Étienne Tempier, vescovo di Parigi) l'opera ottenne uno straordinario successo fra la classe aristocratica e fra l'alta borghesia nascente (soprattutto fiorentina). Fu tradotto nelle principali lingue europee ed ebbe grande influenza sul modo di concepire l'amore in letteratura fino al Rinascimento. Alla concezione di amore di Andrea Cappellano s'ispirarono la Scuola siciliana, il dolce stil novo, Petrarca, Boccaccio e i trattati amorosi del Cinquecento. Mentre al contrario fu fortemente condannato da Dante Alighieri (si pensi all'episodio di Paolo Malatesta e Francesca da Polenta nell'Inferno - Canto quinto). 